# Ágios Pétros (Kilkís)
Ágios Pétros (grec moderne : Άγιος Πέτρος) est une localité située dans le dème de Péonie, dans le district régional de Kilkís, dans la periphérie de Macédoine-Centrale, en Grèce.
Selon le recensement de 2011, elle compte 1 505 habitants.